# Environnement en Inde
L'environnement en Inde est l'environnement (ensemble des éléments - biotiques ou abiotiques - qui entourent un individu ou une espèce et dont certains contribuent directement à subvenir à ses besoins) du pays Inde. La forte croissance démographique de l'Inde, ainsi que son niveau de pauvreté (300 millions d'habitants n'ont pas accès à l’électricité) en font un pays globalement très pollué (villes, fleuves...), et ayant connu une catastrophe industrielle historique (la catastrophe de Bhopal). Ses émissions de gaz à effet de serre restent inférieures à d'autres pays, mais sont en forte progression. La politique environnementale n'est pas une priorité dans les années 2010.
L'empreinte écologique par personne de l'Inde était en 2012 de 1,2 hag, ce qui est inférieur à la moyenne mondiale (2,6 hag), mais sa biocapacité par personne n'était que de 0,4 hag en raison de l'exiguïté du territoire par rapport à la population, de sorte l'Inde est en fort déficit écologique. Le déficit écologique de l'Inde a beaucoup augmenté depuis les années 1970.
L'Inde est passé de la 140e à la 177e place entre 2016 et 2018 sur l'Indice de performance environnementale réalisé par des chercheurs des universités de Yale et de Columbia. L'étude souligne en particulier la détérioration « alarmante » de la qualité de l'air. L'Inde serait le pays le plus vulnérable au monde face au changement climatique selon une étude de 2018 d'HSBC.

## La biodiversité en Inde
Située dans l'écozone indomalaise, l'Inde abrite une grande biodiversité. L'Inde est un des 17 pays mégadivers identifiés en juillet 2000 par le programme des Nations unies pour l'environnement.

### Principaux milieux naturels

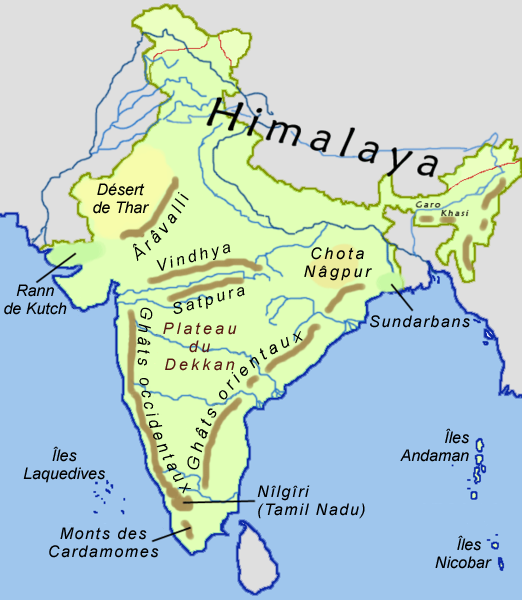
Carte des régions montagneuses et désertiques en Inde.

#### Forêts
La surface forestière était estimée à 68 000 000 millions d'hectares en 2005 d'après la FAO.

#### Zones humides
L'écosystème formé par les zones humides de l'Inde est largement séparé des zones froides et arides. On trouve de telles zones dans diverses régions de l'Inde, par exemple au Ladakh dans l'État du Jammu-et-Cachemire et dans la péninsule indienne au climat moite et humide. La plupart des zones humides sont directement ou indirectement rattachées à un réseau fluvial. Le gouvernement indien a identifié un total de 22 zones humides à préserver. Parmi les zones protégées se trouvent les forêts de mangrove tropicales dans la péninsule indienne et les bancs de boue salés de l'Inde occidentale.
Les forêts de mangrove s'étendent tout le long du littoral indien, dans des estuaires abrités, des marais salants et des zones boueuses. La mangrove couvre un espace de 6 740 km2 qui représente 7 % de la superficie mondiale de mangrove. Les îles Andaman et Nicobar, les Sundarbans, le golfe de Kutch, les deltas de Mahanadi, Godavari et Krishnâ ainsi des parties de Maharashtra, Karnataka et Kerala possèdent des forêts de mangrove étendues.
La plupart des zones humides identifiées font partie (ou sont attenantes à) des sanctuaires ou parcs nationaux et ainsi protégées.
Le marais salé saisonnier du Rann de Kutch est une écorégion terrestre définie par le Fonds mondial pour la nature (WWF), qui appartient au biome des prairies et savanes inondables de l'écozone indomalaise. Elle se compose du grand et du petit Rann de Kutch, deux marais salés situés dans l'état indien du Gujarat entre le désert du Sind pakistanais et le golfe de Kutch. La région est incluse dans la liste « Global 200 » sous le nom de « prairies inondables du Rann de Kutch », c'est-à-dire considérée comme exceptionnelle au niveau biologique et prioritaire en matière de conservation.

### Faune et flore indienne

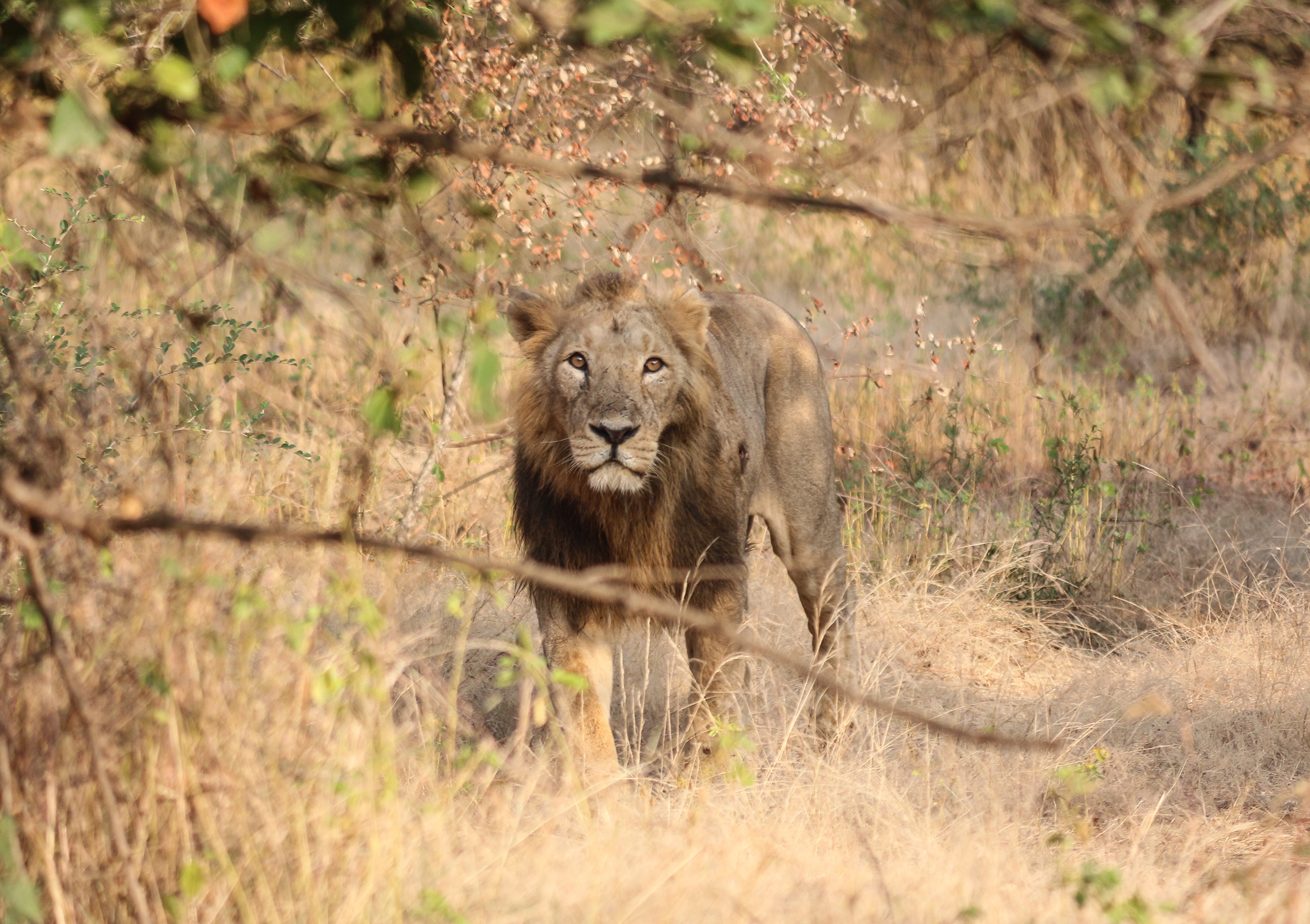
Autrefois présent de la Grèce jusqu'aux confins du Bengale, le lion d'Asie ne vit qu'à présent seulement dans l'enceinte du Parc national de la Forêt de Gir (Gujarat).

Le pays est reconnu pour sa grande biodiversité, composée de 7 % de mammifères, 6 % de reptiles, 12 % d'oiseaux et 6 % de plantes à fleurs présents sur la Terre entière. Les forêts tropicales abritent une diversité importante d'espèces.

#### Faune
La liste des mammifères est très variée : lièvres d'Inde, musaraignes, éléphants, singes, Grand pangolin d'Inde... Plusieurs espèces de félins sont présentes sur le territoire.
- La population de tigres en Inde est passée de 40 000 en 1947 à 3 000 en 2021 (répartis sur 18 États en 2014[10]) ; ce nombre représente 75 % de la population totale dans le monde de ces animaux[11].
- le chat pêcheur ou chat viverrin est présent, par exemple au Bengale-Occidental où l'espèce profite des étangs à poisson en zones urbanisées ; le chat de Pallas se trouve dans les régions montagneuses du nord de l'Inde ; le chat rubigineux est présent dans toute l'Inde[12].
- la panthère nébuleuse est considérée comme étant vulnérable à l'extinction dans son habitat indien des collines de l'Himalaya[12].
- Autrefois présent de la Grèce jusqu'aux confins du Bengale, le lion d'Asie ne vit qu'à présent seulement dans l'enceinte du parc national de la Forêt de Gir (Gujarat).

L'Inde compte 1 211 espèces d'oiseaux connues en 2019. L’île de Majuli, riche d’une biodiversité exceptionnelle avec ses 300 espèces d’oiseaux, est menacée par la montée des eaux et aura disparu d'ici à 2030.

#### Espèces errantes, invasives, et maladies
Le pays compterait entre 30et 60 millions de chiens errants, principaux vecteurs de transmission de la rage, qui y tue, en 2023, 21 000 personnes par an. Des campagnes d’éradication portent leurs fruits dans certaines régions

### Territoires et espèces protégés

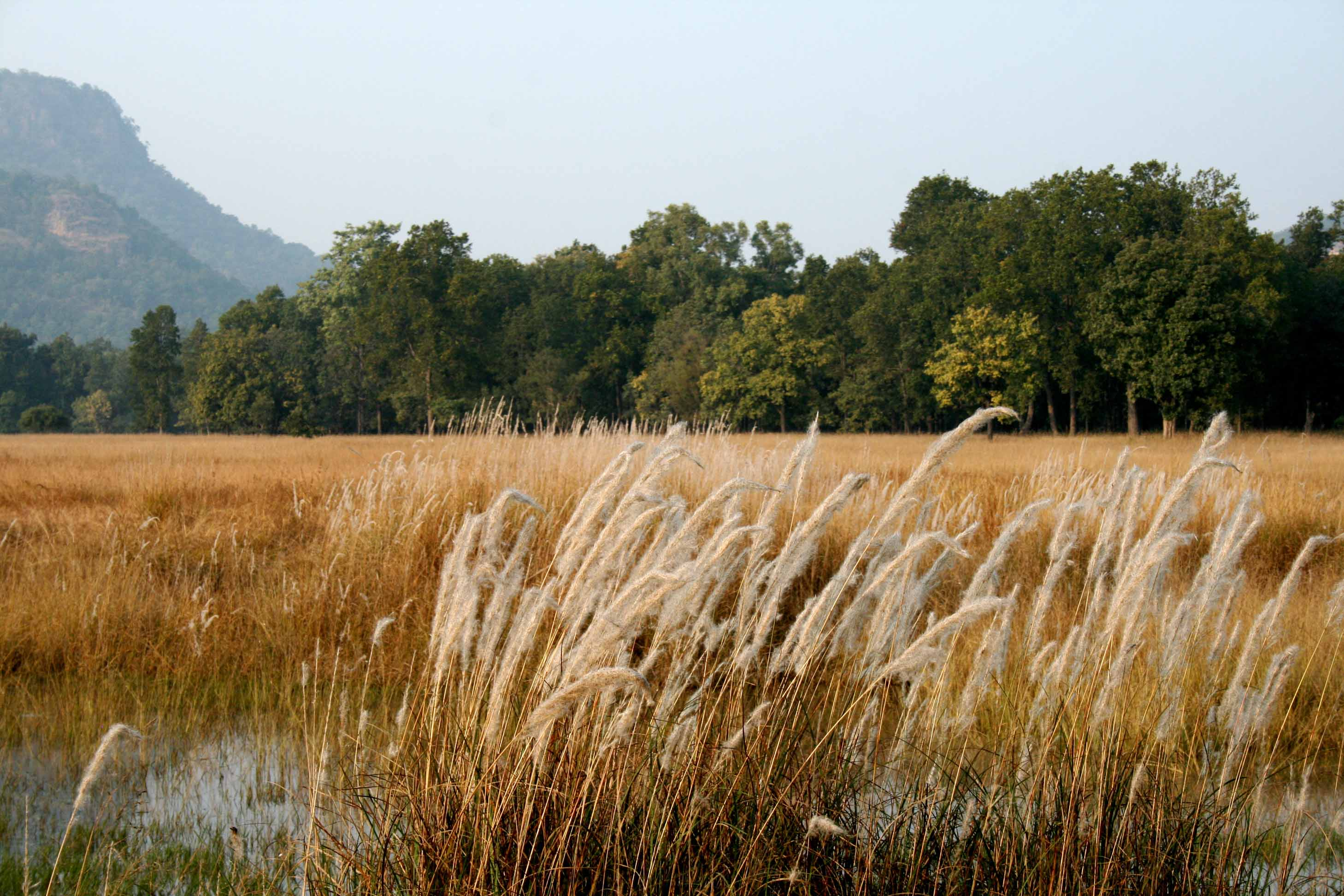
Parc national de Bandhavgarh, Madhya Pradesh.

En 2004, la surface des aires protégées représente environ 5 % de la surface totale de l'Inde. En 2010, l'Inde compte 99 parcs nationaux et en 2008, trois réserves de biosphère.
En 2015, l’Inde a décidé de créer trois nouvelles réserves, encouragée par un rapport faisant état de l’accroissement de la population de tigres dans le pays.
Les dauphins, reconnus comme des « personnes non humaines », ne peuvent être retenus captifs depuis 2013.

## Impacts sur les milieux naturels

### Activités humaines

#### Agriculture

##### Caractéristiques

Plantation de thé à Munnar, Inde, 2012.

La surface agricole utile (SAU) est de 180 millions d’hectares, dont 140 millions d’hectares sont en culture, soit environ 60 % de la surface du pays.
L'Inde possède le plus grand cheptel bovin au monde, avec 325 millions d'individus, notamment des buffles et zébus.
L'Inde est le premier producteur mondial de coton, avec 6,35 millions de tonnes par an.

##### OGM, agroécologie
L'arrivée des OGM a modifié fortement la culture de coton, le coton Bt est devenu très majoritaire alors que 1 500 espèces de coton étaient cultivées dans le pays.
A l'inverse, en 2022, le plus grand projet mondial d’agroécologie se déroule dans l’Andhra Pradesh, où un million de paysans se sont convertis.

##### Agriculture et ressource en eau
Cela fait des siècles, peut-être même des millénaires, que les habitants du désert cultivent sans irriguer des plantes résistantes à la sécheresse, comme le millet, grâce à des réservoirs qui se remplissent d'eau de pluie au sein de petites dépressions naturelles.
Les trois quarts des produits issus des cultures les plus gourmandes en eau souterraine sont exportés par trois pays : l’Inde (riz et coton, surtout vers la Chine), les États-Unis (coton, blé, maïs et soja, vers la Chine, le Japon et le Mexique), et le Pakistan (surtout du riz, à destination de l’Iran, de l’Arabie saoudite ou du Bangladesh). L'impact est important sur les ressources en eau souterraine, qui sont exploitées plus vite qu'elles ne se renouvellent.

##### Pesticides
Dans les années 2010, les cas mortels d'encéphalite aigüe sur les enfants se sont amplifiés en Inde, au Bangladesh au Vietnam et en Thaïlande. Au Bangladesh, le lien à un cocktail chimique de pesticides est mis en évidence en 2017. En Inde, le gouvernement local du Kerala a estimé que l’usage à tort et à travers de l’endosulfan avait empoisonné 4 270 personnes et causé la mort de 500 autres depuis 1978.

#### Chasse et pêche
D'après une étude publiée en 2016, c'est en Inde et en Chine que le trafic de viande et peaux menace le plus d'espèces animales.
Entre 2014 et 2019, selon des données du gouvernement, une centaine d'éléphants ont été tués dans le cadre de braconnage ou d'empoisonnement.

#### Industries
L’Inde a multiplié par quatorze ses exportations de produits phytosanitaires à bas coût entre 2000 et 2020.
Elle produit chaque année environ 6 millions de tonnes de déchets plastiques non recyclables.
Le complexe pharmaceutique Hyderabad Pharma City, près de la mégalopole Hyderabad de 8 millions d'habitants, engendre une pollution importante de la Musi. Un désastre écologique, humain et sanitaire se profile. Les scientifiques sur place sont unanimes : les cancers, malformations et décès suspects sont tous liés au rejet d'eaux usées. 30 % des médicaments génériques et 40 % des vaccins consommés dans le monde en 2023 sont produits dans ce complexe. Plus de 140 industriels sont présents dans la banlieue de la ville. Les industriels occidentaux de la pharmacie (Mylan, Sandoz, Sanofi, Pfizer, ...) ont été attirés par une main-d'œuvre bon marché, de faibles taxes, et des règlementations environnementales quasi inexistantes,.

#### Transports

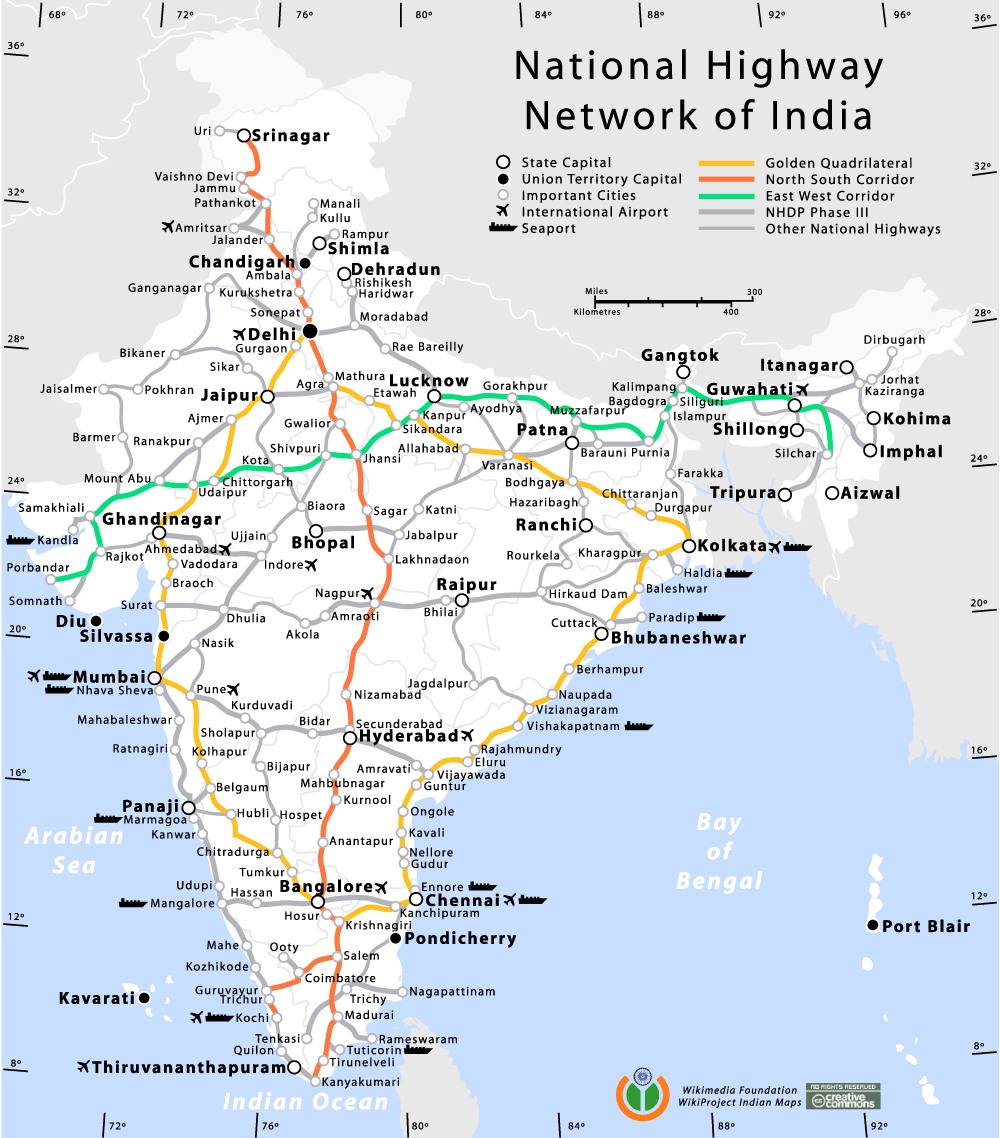
Réseau routier, ports et aéroports de l'Inde

Le réseau ferré et routier est développé.
Alors qu'à une certaine date, deux grandes villes étaient équipées d'un métro (Mumbai et Jaipur), plus de 980 km de rames sont en construction en 2023 dans vingt-sept villes. En 2014, l’Inde comptait seulement cinq métros.
Il y a par ailleurs 11 aéroports internationaux.
L'Inde est équipée de 12 ports principaux et 187 d'importance moyenne ; ainsi que 14 000 km de voies navigables.
Le pays comptait plus de 30 millions de vélos en 1990. Le vélo-rickshaw est également utilisé.

### Habitudes de consommation
De nombreux résidents urbains sont végétariens (40 % de la population indienne ; la vache étant sacrée en Inde). La consommation de lait augmente pour les ménages prospères.

### Pression sur les ressources non renouvelables

#### Eau
L'Inde est une zone en déficit hydrique. 230 milliards de mètres cubes d'eau sont prélevés chaque année en Inde. En 2018, près de la moitié de la population fait face à une crise de l'eau. Plus de 20 villes du pays, comme New Delhi, Bangalore et Hyderabad, auront épuisé leurs nappes phréatiques d'ici 2020. Si 50 % de la crise de l'eau est liée à la quantité disponible, la qualité de la ressource est responsable de l'autre moitié (concentration en fluorure, arsenic...).
Le fleuve Cauvery fait l'objet d'un conflit concernant les prélèvements en eau par les différents territoires, depuis 1892. La déforestation a par ailleurs provoqué une érosion, et la quantité d'eau pluviale arrivant jusqu'au fleuve a diminué. En 2017, le fleuve s'assèche.
L'eau souterraine, source de 40 % des besoins en eau de l'Inde, s'épuise rapidement selon un rapport publié en 2018 par un organisme gouvernemental. Vingt et une villes indiennes - dont Delhi, Bengaluru, Chennai et Hyderabad - devraient manquer d'eau souterraine dès 2020, et 40 % de la population indienne n'aura pas un accès suffisant à l'eau potable en 2030.

#### Énergie
En 2015, on estime que 300 millions d'Indiens n'ont pas accès à l'électricité. Pourtant, la proportion de villages électrifiés étaient passée de 75 % à près de 90 % en 2011.
La consommation en charbon de l'Inde est importante. Les 2/3 de l'électricité indienne sont en effet produits grâce à cette énergie fossile (136 436 mégawatts en 2012). L'Inde utilise également l'énergie nucléaire (4 780 mégawatts en 2012), l'hydroélectricité (39 291 mégawatts en 2012) et les autres énergies renouvelables (24 833 mégawatts en 2012).

##### Hydroélectricité
Le Barrage de Sardar Sarovar, inauguré en 2017, est le deuxième plus grand barrage au monde. Initialement financé par la banque mondiale, celle-ci avait fini par reculer face aux protestations - mais le barrage a finalement été réalisé via d'autres circuits de financements. Le projet devait aussi apporter de l'eau potable à 40 millions de personnes, et produire de l'électricité avec une capacité de 1 450 MW. Au moins 100 000 personnes devraient être déplacées à cause du barrage, et 140 000 personnes supplémentaires à cause des canaux[réf. nécessaire]. La Narmada Control Authority estime le chiffre des familles déplacées à 40 700.

#### Sable
Deux milliards de tonnes de sable sont exploités illégalement dans le pays pour alimenter le boom de la construction immobilière.

### Pollutions

#### Les émissions de gaz à effet de serre (GES)
| En millions de tonnes de CO2 | 1990 | % 1990 | 2005 | 2006  | 2007  | 2009  | 2010  | % 2010 | % var. 2010/1990 |
| ---------------------------- | ---- | ------ | ---- | ----- | ----- | ----- | ----- | ------ | ---------------- |
| Extrême-Orient               | 4861 | 23,1   | 9395 | 10063 | 10695 | 11622 | 12348 | 40,7   | +154,0           |
| Inde                         | 582  | 2,8    | 1161 | 1244  | 1324  | 1564  | 1626  | 5,4    | +179,2           |

En 2007, l'Inde émettait 1 324 millions de tonnes de CO2. Entre 2012 et 2013, ses émissions ont cru de 5,1 % (sous l'effet combiné d'une forte croissance économique et une détérioration de l'efficacité énergétique de son économie). En 2013, l'Inde a émis l'équivalent de 2 407 millions de tonnes de CO2 ; c'est le 3e pays ayant la plus forte émission au monde.
Dans les années 2010 et jusqu'en 2024, hors pandémie de covid, les émissions du pays continuent de progresser rapidement - de 4,6 % en 2024.

#### La pollution de l'air
L’Inde abrite 13 des 20 villes les plus polluées au monde. Le pays compte 1,6 million de décès liées aux maladies respiratoires par an. Les habitants de New Delhi ont dix années d'espérance de vie en moins que les habitants des campagnes indiennes.
Selon le Centre pour la science et l'environnement de New Delhi, la pollution de l'air provoque la mort de 100 000 enfants de moins de cinq ans chaque année. Elle est responsable de 12,5 % des morts en Inde.

#### La pollution de l'eau
En 2001, 26 % des ménages urbains en Inde n’avaient pas de toilettes dans leur logement.

##### Des zones maritimes mortes
En 2016, la vie marine est en train de disparaitre dans la baie du Bengale. La pollution industrielle et agricole prive les milieux d'oxygène à cause de la prolifération d'algues et de microorganismes.

##### Deux sites parmi les plus pollués de la planète
Le site Sukinda est l'une des plus grandes carrières à ciel ouvert de chromite. Il concentre 97 % des décharges de chrome de l'Inde. 60 % de l'eau est contaminée par le chrome, devenant impropre à la consommation.
La ville de Vapi est fortement polluée par les déversements de déchets toxiques. Les nappes phréatiques recèlent un taux de mercure 96 fois supérieur aux normes de l'OMS. Les sols sont eux aussi contaminés, riches en métaux (cuivre, chrome, plomb), et en composés chimiques (pesticides, chlorobenzènes).

#### La gestion des déchets
En Inde, les ordinateurs usagés polluent massivement l'air et les sols.
Dans la banlieue orientale de New Delhi, la montagne de déchets la plus élevée d'Inde s’élève à plus de 60 mètres et s'étend sur une superficie équivalente à 40 terrains de football, tout en avançant de 10 mètres par an. Environ 2.000 tonnes de poubelles y sont déchargées chaque jour. En 2018, de fortes précipitations ont causé l'effondrement d'une partie de la montagne, tuant deux personnes. Elle est également à l'origine de maladies et d'odeurs nauséabondes.
L'Inde génère actuellement, en 2019, 62 millions de tonnes de poubelles par an, mais cette production pourrait s'élever d'ici 2030 à 165 millions de tonnes annuellement selon les estimations du gouvernement.
La plage de Versova, à Mumbai, a fait l'objet d'un nettoyage. Les déchets de plastique pouvaient atteindre 1,60 mètre de hauteur. À la suite d'une initiative citoyenne, la mairie de la ville a mis a disposition des bennes et des pelleteuses. Plus de 60 000 étudiants se sont joints au mouvement. La plage a été vidée de 5 000 tonnes de déchets en trois ans. L'association nettoie depuis fin 2018 la rivière Mithi.
Les épaves de bateaux européens et de plateformes pétrolières s'accumulent dans l'ouest du pays, malgré l'obligation dans la loi européenne de dépolluer les bateaux. Le démantèlement à même la plage provoque des pollutions (isolants, métaux lourds) impactant fortement la faune maritime locale.

### Impacts de l'urbanisation

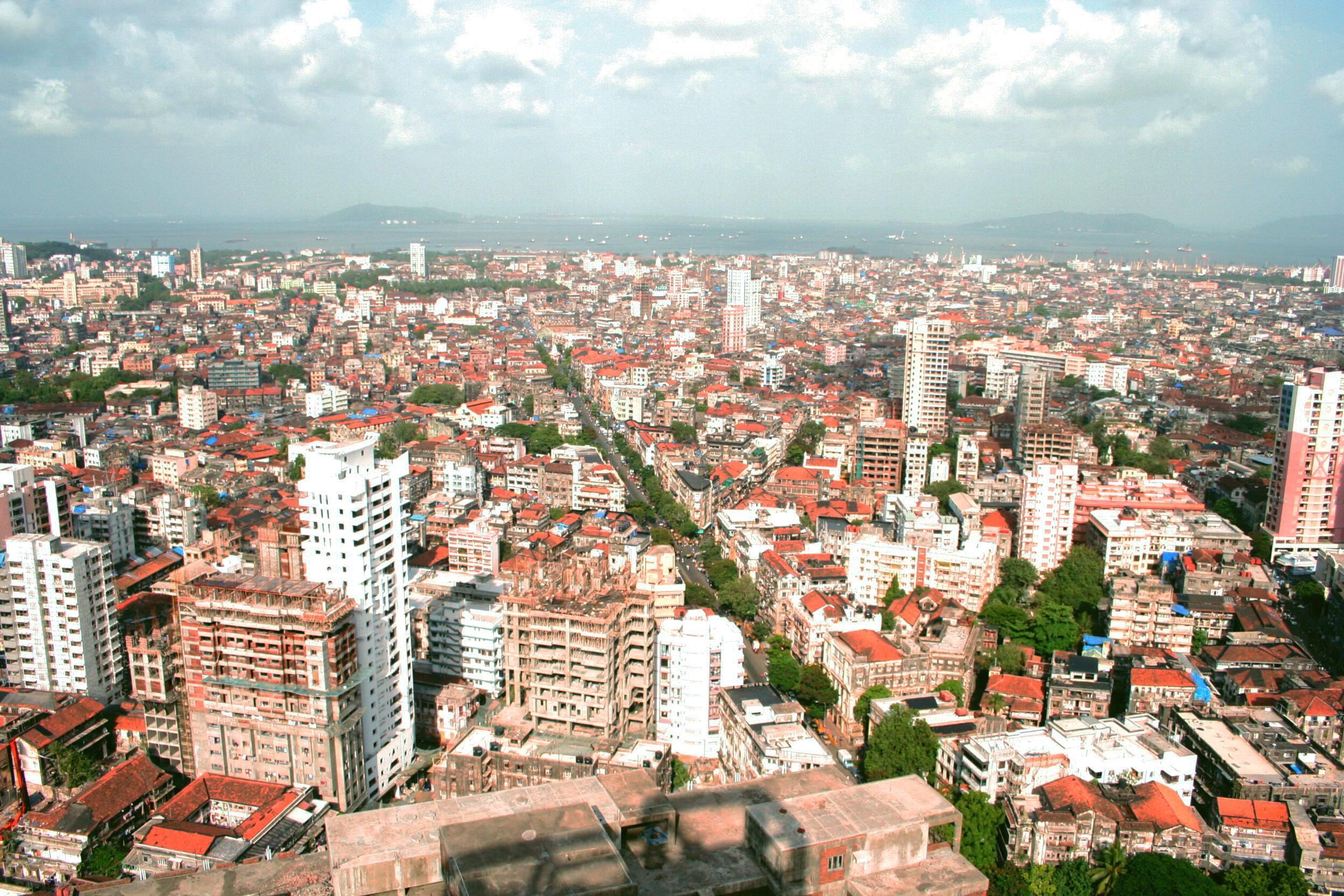
Khetwadi, Sikka Nagar (vieux Bombay)

Le niveau d'urbanisation atteint environ 31 % en 2011 (plus de 377 millions d'habitants). L'Inde comptait 1 827 villes ou agglomérations en 1901, 3 378 en 1981 et 6 166 en 2011. Trois mégalopole comptent plus de 10 millions d'habitants : Bombay, Calcutta et Delhi. Elles sont parmi les mégalopoles les plus denses au monde. Et en 2011, 53 agglomérations ont une population supérieure à 1 million d'habitants.
À Dehli, la population est passée de 8,9 millions de personnes en 1989 à 32,9 millions en 2023.

## L'exposition aux risques

### Aléas naturels

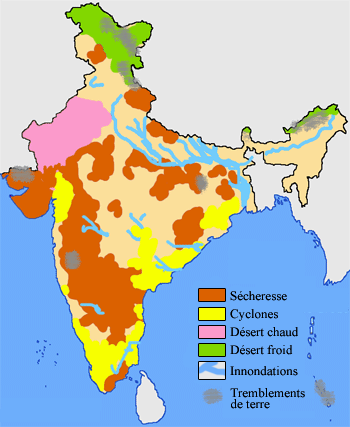
Régions à risque

L'Inde est fortement exposée à de multiples aléas naturels : sécheresse, inondations, tempêtes, incendies, glissements de terrain, séismes, canicules...

#### Aléas climatiques
Les inondations sont les catastrophes les plus fréquentes. Pendant la mousson, d'importantes précipitations provoquent des crues, parfois majeures ; le fleuve Brahmapoutre est fréquemment sujet à de très longues crues à cette occasion. Ces inondations font de nombreuses victimes et dégâts dans bien des régions du pays, seuls quelques états étant épargnés. Par ailleurs, le printemps et l'été sont marqués par des vagues de chaleur, provoquant parfois de nombreux décès (plus de 2 000 personnes tuées en 2015). Avec le réchauffement climatique, ces épisodes de chaleur mortelles risquent de rendre certains territoires inhabitables d'ici 2100.
Les régions touchées par des sécheresses régulières sont le sud du Maharashtra, le nord du Karnataka, l'Andhra Pradesh, l'Orissa, le Gujarat et le Rajasthan. Certaines d'entre elles ont par le passé été le théâtre de grandes famines.
L'Inde est régulièrement touchée par des vagues de chaleur : 2015, 2019, 2021, 2022, 2024... De 2010 au 1er juillet 2021, les intenses vagues de chaleur que connaît le deuxième pays le plus peuplé du monde ont fait plus de 6 500 morts.
Les cyclones tropicaux, quant à eux, affectent des milliers d'habitants sur le littoral indien. Ils peuvent être intenses, accompagnés d'importantes précipitations et désorganisent gravement les zones touchées.
Dans le nord de l'Inde, au cours des mois d'été, des tempêtes de sable causent de considérables dommages matériels. Ces tempêtes entraînent de grandes quantités de poussière depuis les régions arides du pays.
Enfin, la grêle n'est pas rare dans certaines régions de l'Inde et peut être dévastatrice pour les récoltes.

#### Montée des eaux
Le delta du Gange, plus grand delta au monde et le plus densément peuplé, formé par la confluence de trois fleuves, le Gange, le Brahmapoutre et le Meghna, subit les assauts du changement climatique et la submersion. En 2023, des dizaines d’îles ont déjà disparu. Les premiers réfugiés climatiques fuient cette zone.
La plus grande île fluviale habitée au monde, Majuli, Située entre la rivière Subansiri et le puissant fleuve Brahmapoutre, 80 kilomètres de long, de 10 à 15 kilomètres de large, est victime d’une érosion accélérée. En un siècle, l’île a perdu plus de la moitié de sa surface, passant de 1 256 à 447 kilomètres carrés. Soixante-dix villages ont été rayés de la carte. Riche d’une biodiversité exceptionnelle avec ses 300 espèces d’oiseaux, elle aura disparu d’ici à 2030.

#### Risques sismiques et volcaniques
Le glissement des plaques tectoniques qui forment la croûte terrestre est responsable de fréquents séismes le long de la chaîne himalayenne et dans le nord-est de l'Inde. Cette région est classée en Zone V, ce qui indique un facteur de risques très élevé. De plus, une partie de l'ouest du pays, aux environs de la région de Kutch (Gujarat) et Koyna (Maharashtra) est classée en zone V (risque élevé). Le reste du territoire est soumis à un risque faible ou modéré.
L'Inde a un volcan actif, sur l'île de Barren. Sa dernière éruption remonte au mois de mai 2005. On trouve également un volcan dormant, appelé le Narcondam et un volcan de boue à Baratang. Tous se trouvent sur les îles Andaman.
Les glissements de terrain sont fréquents dans le Bas-Himalaya, causés par des formations rocheuses jeunes et donc instables. Les Ghâts orientaux sont en partie touchés par ce phénomène, mais avec une moindre intensité. Enfin, des avalanches se produisent dans le Cachemire, l'Himachal Pradesh et dans le Sikkim.

#### Catastrophes naturelles les plus meurtrières depuis 1940

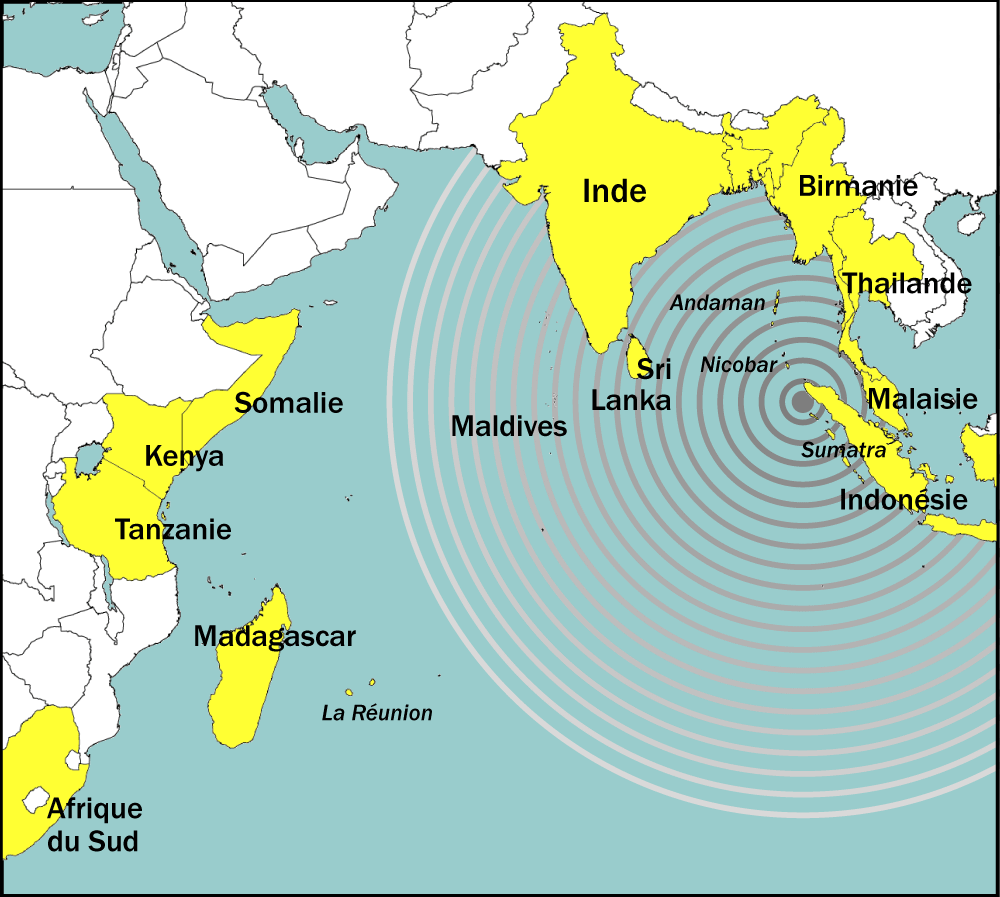
Pays ou territoires touchés par le tremblement de terre et le tsunami du 26 décembre 2004.

- Le 16 octobre 1942, un cyclone tropical (qualifié de super-cyclone) toucha le Bangladesh et l'Inde. Il concerna notamment la province de l'Orissa (Inde) et fit environ 40 000 victimes[52].
- Le 31 octobre 1971, en Inde, un séisme dans le Golfe du Bengale et à Orissa fit 10 800 victimes[52].
- Le 20 novembre 1977, un cyclone tropical en Inde, à Andrah Pradesh, fit environ 10 000 victimes[52].
- En 1993, un tremblement de terre, d'une magnitude de 6.3, fit plus de 7 000 morts en Inde[53]. Le tremblement de terre de Latur (30 septembre 1993) fait plus de 20 000 victimes[54].
- En 1999, le cyclone d'Orissa provoqua la mort de plus de 9 000 personnes en Inde.
- Le séisme et tsunami de 2004 dans l'océan Indien tua 16 400 personnes en Inde, et fit au total au moins 220 000 victimes[55].

#### Espèces invasives et bactéries multirésistantes

##### Espèces invasives
En 2020, l'Inde connait sa pire invasion de criquets pèlerins depuis 1993. Les criquets pèlerins détruisent presque chaque année des cultures au Rajasthan à proximité de la frontière pakistanaise, mais il est rare qu'ils progressent à l'intérieur de l'État.

##### Bactéries multirésistantes
L'antibiorésistance de bactéries multirésistantes entraine la mort de centaines de milliers de personnes chaque année par infection généralisée. Il y a plus de 75 000 hôpitaux en Inde, mais, en 2020, à peine 670 établissements sont accrédités, dans le cadre du système de certification nationale des hôpitaux, mis en place en 2005, soit moins de 1 %. Aucun système de surveillance national n’existe. On retrouve ces « superbactéries » non seulement dans les hôpitaux, mais aussi dans les sols, les rivières, les animaux, le lait, la nourriture… Partout où l’on trouve des antibiotiques, des résistances émergent. Le phénomène s'observe aussi avec certains champignons pathogènes.

### Catastrophes environnementales
Le 3 décembre 1984, la catastrophe de Bhopal est l'une des pires catastrophes industrielles (chimiques) de l'histoire. À la suite d'une explosion, un gigantesque nuage toxique se propage sur la ville. Aux milliers de morts par inhalation de gaz toxique s'ajoutent toutes les victimes des produits toxiques (pesticides, métaux lourds...). 30 ans après, en décembre 2014, le site n'était toujours pas nettoyé, ces produits continuaient de contaminer les eaux des nappes phréatiques et les populations locales n'avaient toujours pas accès à une eau saine. Les populations pauvres sont les plus touchées par les catastrophes environnementales.

## Politique environnementale en Inde

### Accords internationaux et mise en œuvre locale
L'Inde n'était pas concerné par le Protocole de Kyoto. La Conférence de Copenhague de 2009 sur le climat est l'occasion de renégocier un accord international sur le climat remplaçant le protocole de Kyoto. Les pays émergents sont alors intégrés au processus.
En 2014, les règles de protection de l'environnement sont assouplies par le premier ministre indien, Narendra Modi.
En 2015, année de la COP 21, l'Inde annonce qu'elle ne se fixe pas d'objectifs contraignants en matière de limitation des émissions de gaz à effet de serre, sa priorité étant le développement économique et la lutte contre la pauvreté. L’Inde et l’Allemagne ont néanmoins signé un accord de coopération sur les énergies renouvelables, portant sur deux milliards d'euros. L'inde s'engage à augmenter la part des sources d’énergies propres à hauteur de 40 % de sa production d’électricité d’ici 2030.
Pour encourager la reprise de l'activité économique après la période de confinement due à la pandémie de Covid-19 en 2020, le gouvernement indien supprime des normes environnementales. Présenté à la mi-mars, « un nouveau Code environnemental permet aux industriels d’agir en toute impunité puisque l’approbation d’un projet se fera désormais a posteriori », soulignz Ritwick Dutta, avocat environnemental. En mai, l’obligation de laver le charbon dans les centrales pour diminuer leurs émissions de CO2 a été supprimée.
Durant la COP26 en 2021, le gouvernement indien refuse de rejoindre la « déclaration de Glasgow » visant à mettre fin à la déforestation et la dégradation des terres d’ici 2030.
En 2023, la nouvelle feuille de route énergétique de l’Inde ne prévoit plus de nouvelles constructions de centrales à charbon, l'énergie solaire contribuant à son remplacement. La neutralité carbone est visée en 2070.

### Politique nationale

#### Biodiversité et reforestation
En 2004, la surface des aires protégées représente environ 5 % de la surface totale de l'Inde. En 2010, l'Inde compte 99 parcs nationaux et en 2008, trois réserves de biosphère.
50 millions d'arbres ont été plantés en une seule journée le 11 juillet 2016.

#### Pollution
Le 1er avril 2017, de nouvelles normes d'émissions polluantes entrent en vigueur pour les véhicules à la vente. 824 000 véhicules sont ainsi interdits à la vente ou à l'immatriculation à cette date.

#### Gestion des déchets
La plage Versova Beach, à Bombay, a fait l'objet en 2016-2017 d'un vaste plan de nettoyage (2 900 tonnes de déchets enlevés sur 2,5 km de plage), avec l'aide de 1 500 bénévoles.

### Acteurs nationaux
Vandana Shiva, écologiste, est connue pour sa lutte contre l'introduction des OGM en Inde. Son action, comme celle d'autres mouvements nationaux de défense de la nature, provient de sa rencontre avec le mouvement Chipko, composée de femmes qui se sont élevées contre la déforestation de leur région montagneuse.
Selon le Centre for Science and Environment (en), la plus grande ONG environnementale du pays : « Les partis n’ont pas l’intelligence ni la vision à long terme pour prendre les mesures nécessaires. À la place, ils répondent à chaque sécheresse, à chaque inondation, par de la gestion de crise. Il n’y a aucun plan d’ensemble pour agir à l’échelle nationale pour la prévention et l’adaptation. »

## Pour aller plus loin